# Merianthera
Merianthera es un género  de plantas fanerógamas pertenecientes a la familia Melastomataceae. Comprende 3 especies descritas y  aceptadas. Es originario de Brasil.

## Taxonomía
El género fue descrito por João Geraldo Kuhlmann y publicado en Arquivos do Instituto de Biologia Vegetal 1: 231. 1935.

## Especies aceptadas
- Merianthera burlemarxii Wurdack
- Merianthera pulchra Kuhlm.
- Merianthera sipolisii (Glaz. & Cogn.) Wurdack

## Biografía
1. Forzza, R. C. & et al. et al. 2010. 2010 Lista de espécies Flora do Brasil. https://web.archive.org/web/20150906080403/http://floradobrasil.jbrj.gov.br/2010/.